# クラスター代数
団代数（クラスター代数）はFomin and Zelevinsky (2002, 2003, 2007)によって導入された可換環のクラスである。ランクnのクラスター代数は、整域Aであって、サイズnの複数のサブセットを持つものであり、それぞれのサブセットは団（クラスター）と呼ばれ、この複数のサブセットの和集合が代数Aを生成し、さまざまな条件を満たす。

## 定義
Fが整域であると仮定する。たとえば、有理数Q上のn個の変数の有理関数の可換体Q (x1,...,xn)などがその例である。
ランクnの団（クラスター）は、Fのn個の要素{x, y, ...}のセットで構成される。それらのセットは、通常、体拡大Fの代数的に独立した生成セットであるとみなされる。
シード（種）は、 Fの団（クラスター）{x, y, ...}と交換行列Bとからなる。ただし、交換行列Bの要素bx,yは整数であり、団（クラスター）の要素のペアx,yによってインデックス付けされたものである。交換行列を交代行列（または歪対称行列）であると限定することもあり、その場合は、すべてのxおよびyに対してbx,y = –by,xである。より一般的には、交換行列は、歪対称化可能行列とされる。なお、歪対称化可能行列とは、そのすべての要素bx,yが、団（クラスター）の要素に関連付けられた正の整数のセット{dx,dy,...}を用いて、dxbx,y = –dyby,xと、交代行列(歪対称行列)に変換できるようなべて行列のことである。シード（種）は箙として視覚的に表現されることもよくある。箙は有向グラフであり、団（クラスター）{x, y, ...}を頂点とし、交換行列のbx,yが正の場合、xからyにbx,y本の有向辺（矢印）を引いたものである。 交換行列が歪対称化可能行列である場合、箙はループまたは2サイクルを持たない。
シード（種）には変異と呼ばれる変化があり異なるシード（種）に変わる。この変異は、団（クラスター）の要素（箙で言えば頂点）の1つ選択するとそれに応じて決まる。この新たに生じるシード（種）は、傾斜の一般化によって得られるが、それは次のような規則での交換行列Bの要素の変化と団（クラスター）{x, y, ...}との変化からなる。変異を定める団（クラスター）の要素（箙の頂点）をyとする。交換行列Bの変化は次の通り。団（クラスター）内のすべてのxについて、bx,yおよびby,xの値を交換する。y以外の団（クラスター）の要素x,zについて、 bx,y > 0 かつ by,z > 0である場合には、bx,z を bx,yby,z + bx,zに置き換える。bx,y < 0かつby,z < 0である場合には、bx,z を  -bx,yby,z + bx,zに置き換える。それ以外の場合（bx,y by,z ≤ 0の場合）には、bx,z は変えない。最後に、団（クラスター）{x, y, ...}の変化を説明する。 yを新しい生成要素wに、次のように置き換える。y以外の要素は変えない。
{\displaystyle wy=\prod _{t:\,b_{t,y}>0}t^{b_{t,y}}+\prod _{t:\,b_{t,y}<0}t^{-b_{t,y}}}
この式の右辺は、シード（種）の団（クラスター）の要素tをyとの関係（bt,yの正負）で2群に分け、群ごとに要素の冪の積を取り、その和となるn変数多項式となっている。なお、変異の逆も変異である。つまり、 シード（種）Aがシード（種）Bの変異である場合、 BはAの突然変異である。
団代数（クラスター代数）は、初期シードから、次のように構築される。あるシードの変異は、団（クラスター）の要素ごとに定まるから、そのすべての変異を行うこととし、それを繰り返す。シード（種）をグラフの頂点とし、１回の変異で移りあうシード（種）のペアを両端点とする辺を引くことにすると、可能なすべての変異の繰り返しにより、グラフが生成される。このグラフは有限グラフの場合と無限グラフの場合とがある。団代数（クラスター代数）の基礎となる代数は、このグラフのすべてのシード（種）に付随する団（クラスター）のすべての要素によって生成された代数である。シード（種）には、上記で述べていないその他の構造も付随しており、それに対応する団代数（クラスター代数）も存在する。
団代数（クラスター代数）は、シード（種）の数が有限である場合、有限型であると言われる。 Fomin & Zelevinsky (2003)は、有限型の団代数（クラスター代数）が、有限次元の単純リー代数のディンキン図の観点から分類できることを示した。